# (768325) 2015 BP519
(768325) 2015 BP519 ist ein großes transneptunisches Objekt, das bahndynamisch als «Extreme trans-Neptunian object» (ETNO) und als nahes oder erweitertes Scattered Disc Object (DO oder SDO) eingestuft wird. Aufgrund seiner Größe ist der Asteroid ein Zwergplanetenkandidat.

## Entdeckung
(768325) 2015 BP519 wurde am 17. Januar 2015 von einem Astronomenteam am Cerro Tololo-Observatorium (bei La Serena, Chile) entdeckt. Die Entdeckung wurde am 10. Mai 2018 bekanntgegeben.
Er trägt den inoffiziellen Namen «Caju».
Nach seiner Entdeckung ließ sich (768325) 2015 BP519 auf Fotos, die im Rahmen des Dark Energy Survey am Cerro Tololo-Observatorium gemacht wurden, bis zum 27. November 2014 zurückgehend identifizieren und so seinen Beobachtungszeitraum um knapp zwei Monate verlängern, um seine Umlaufbahn genauer zu berechnen. Bisher wurde der Planetoid nur durch das Cerro Tololo-Observatorium beobachtet. Im September 2018 lagen insgesamt 148 Beobachtungen über einen Zeitraum von 8 Jahren vor. Die bisher letzte Beobachtung wurde im Februar 2018 ebenfalls am Cerro Tololo-Observatorium durchgeführt. (Stand 23. März 2019)

## Eigenschaften

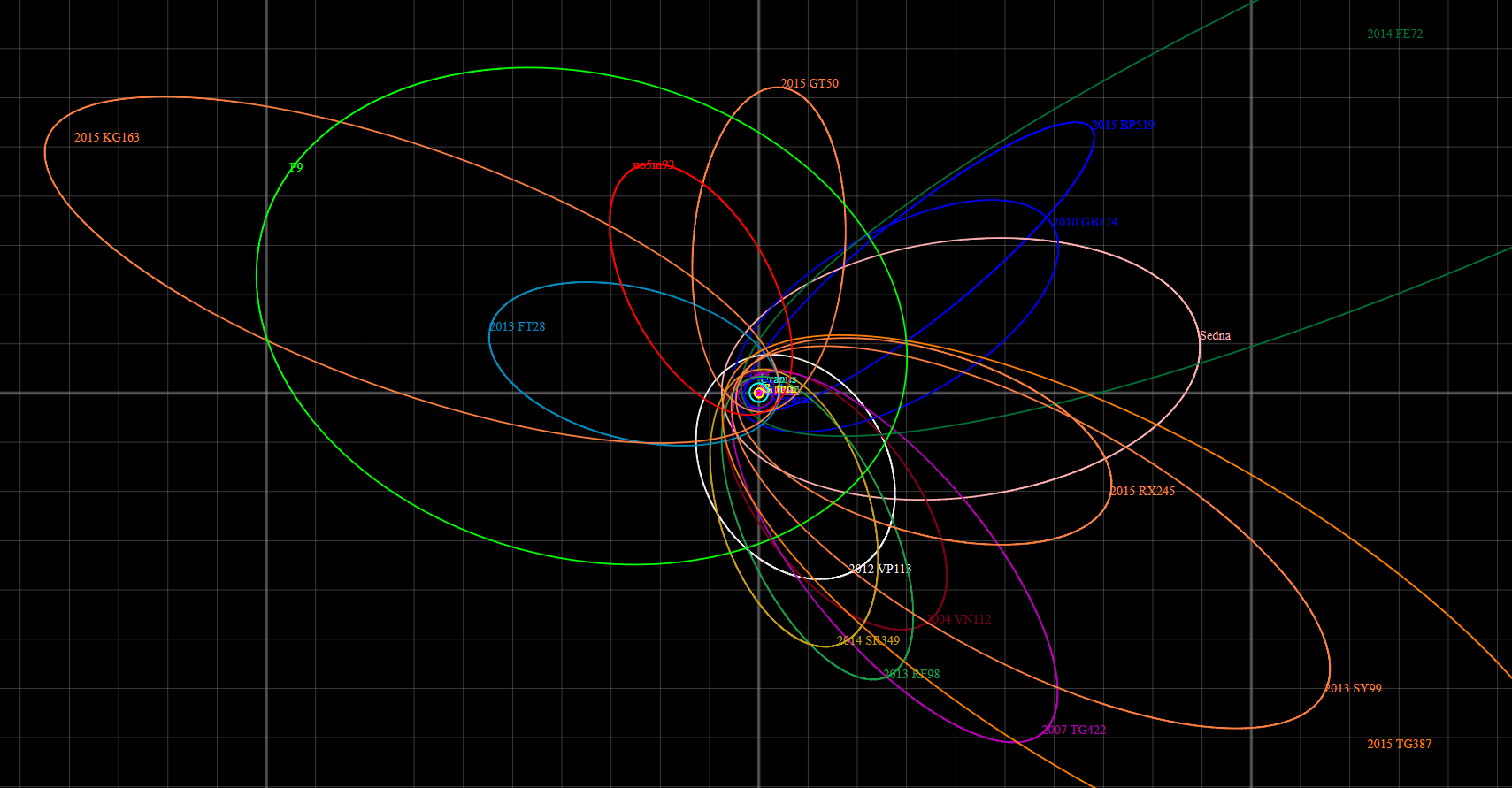
Die Bahnen von (768325) 2015 BP_{519} und 2010 GB_{519} (blau) im Vergleich zu anderen entfernten Planetoiden.

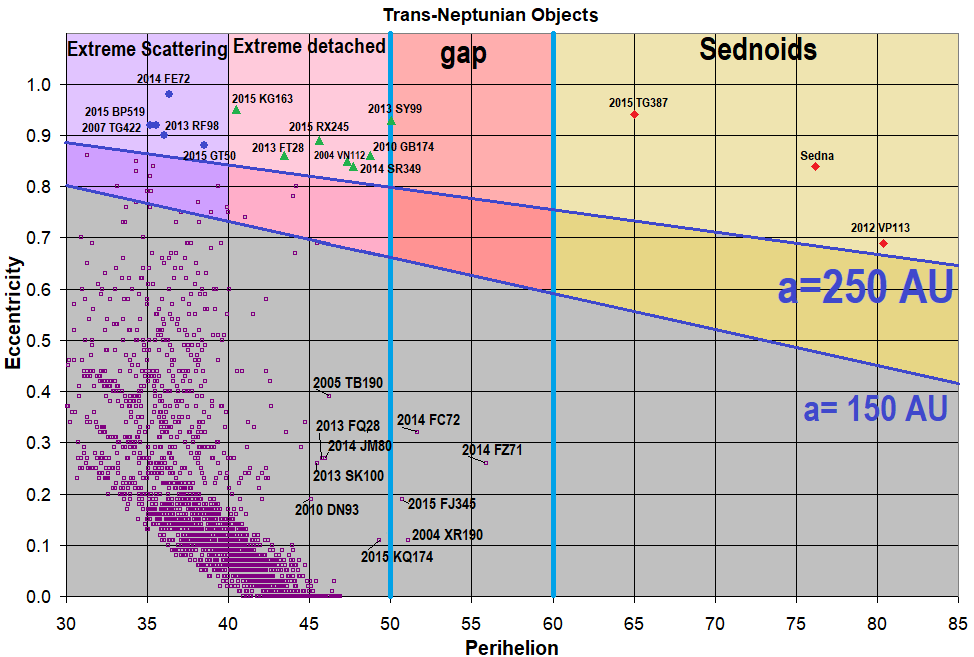
(768325) 2015 BP_{519} als Bestandteil der Gruppe der Extreme Scattering Objects.

### Umlaufbahn
(768325) 2015 BP519 umkreist die Sonne in 8855,55 Jahren auf einer hochgradig elliptischen Umlaufbahn zwischen 35,18 AE und 820,88 AE Abstand zu deren Zentrum. Die Bahnexzentrizität beträgt 0,918, die Bahn ist 54,12° gegenüber der Ekliptik geneigt. Derzeit ist der Planetoid 52,16 AE von der Sonne entfernt. Das Perihel durchläuft er das nächste Mal 2058, der letzte Periheldurchlauf müsste sich demnach im Jahre 6796 v. Christus ereignet haben.
Aufgrund der extremen Bahnelemente zählt (768325) 2015 BP519 zu den «Extreme trans-Neptunian object» (ETNO), die sich typischerweise in drei Gruppen einteilen lassen und Halbachsen von mindestens 150 AE und Perihel über 38 AE aufweisen. Dabei gehört (768325) 2015 BP519 zu den Himmelskörpern, die zu der Suche nach Planet Neun führten. Da sein Perihel allerdings unter 38 AE liegt, bildet er mit (523622) 2007 TG422, 2013 RF98, 2014 FE72 und 2015 GT50 innerhalb dieser ETNO eine eigene Gruppe («Extreme Scattering Object»); diese Objekte haben Perihelia über 30 AE und Halbachsen über 250 AE und scheinen noch dem gravitativen Einfluss von Neptun zu unterliegen. Da (768325) 2015 BP519 von diesen Objekten (Neigung <30°) mit über 54° die mit Abstand höchste Bahnneigung besitzt, scheint er bahndynamisch und hinsichtlich des gravitativen Einflusses von Planet Neun nicht recht zu den anderen ETNO zu passen und bildet daher möglicherweise eine eigene Gruppe.
Das Minor Planet Center führt (768325) 2015 BP519 als Scattered Disk Object/Zentaur und allgemein als «Distant Object», während von Marc Buie (DES) gar keine spezifische Einstufung existiert. Das Johnston’s Archive führt den Planetoiden als erweitertes SDO (ESDO bzw. DO).

### Größe
Derzeit wird von einem Durchmesser von etwa 524 km ausgegangen, basierend auf einem Rückstrahlvermögen von 8 % und einer absoluten Helligkeit von 4,8 m. Ausgehend von diesem Durchmesser ergibt sich eine Gesamtoberfläche von etwa 863.000 km2. Dies ist allerdings mit einigen Unsicherheiten behaftet, da aufgrund der noch unbekannten Albedo die Einschätzungen von 400 bis 700 km reichen. Die scheinbare Helligkeit von (768325) 2015 BP519 beträgt 21,79 m.
Da anzunehmen ist, dass sich (768325) 2015 BP519 aufgrund seiner Größe im hydrostatischen Gleichgewicht befindet und somit weitgehend rund sein muss, sollte er die Kriterien für eine Einstufung als Zwergplanet erfüllen. Mike Brown geht davon aus, dass es sich bei (768325) 2015 BP519 um wahrscheinlich einen Zwergplaneten handelt.
| Jahr                                         | Abmessungen km | Quelle   |
| -------------------------------------------- | -------------- | -------- |
| 2018                                         | 584,0          | Johnston |
| 2018                                         | 524,0          | Brown    |
| Die präziseste Bestimmung ist fett markiert. |                |          |